# Boländerna vattentorn
Boländerna vattentorn (även kallad vattentornet i Boländerna) är en vattenreservoar i stadsdelen Boländerna i Uppsala kommun. Vattentornet togs i bruk 1970. Tornet är 48 meter högt och rymmer 18 000 kubikmeter vatten.